# Svarttjärnen (Ransäters socken, Värmland)
Svarttjärnen är en sjö i Munkfors kommun i Värmland och ingår i Göta älvs huvudavrinningsområde.